# Damülser Horn
Damülser Horn är en bergstopp i Österrike.   Den ligger i distriktet Bludenz och förbundslandet Vorarlberg, i den västra delen av landet, 500 km väster om huvudstaden Wien. Toppen på Damülser Horn är 1 929 meter över havet, eller 76 meter över den omgivande terrängen. Bredden vid basen är 0,20 km.
Terrängen runt Damülser Horn är bergig åt sydost, men åt nordväst är den kuperad. Runt Damülser Horn är det ganska glesbefolkat, med 47 invånare per kvadratkilometer.. Närmaste större samhälle är Dornbirn, 18,6 km nordväst om Damülser Horn. 
I omgivningarna runt Damülser Horn växer i huvudsak blandskog.